# Uleanivka
Uleanivka (în ucraineană Улянівка) este o așezare de tip urban din raionul Bilopillea, regiunea Sumî, Ucraina. În afara localității principale, mai cuprinde și satele Bakșa și Pavlenkove.

## Demografie
Componența lingvistică a așezării de tip urban Uleanivka
     Ucraineană (97,7%)
     Rusă (2,05%)
     Alte limbi (0,11%)
Conform recensământului din 2001, majoritatea populației așezării de tip urban Uleanivka era vorbitoare de ucraineană (97,7%), existând în minoritate și vorbitori de rusă (2,05%).